# Lerber (Patrizierfamilie)
Die Familie von Lerber ist ein  aus Solothurn stammendes, ehemals regimentsfähiges Geschlecht, welches seit 1560 das Burgerrecht der Stadt Bern besitzt und der Zunft zu Webern angehört.

## Geschichte
Das Geschlecht der Lerber geht auf den aus Solothurn zugewanderten Tuchscherer Urs (1620) zurück. Ab 1795 trugen die Familienangehörigen das Prädikat "von". Ursprüngliche Namensvarianten waren Lerower und Lerwer.
Mit den Söhnen des Urs teilte sich das Geschlecht in drei Hauptlinien. Die ältere Linie, die auf den Landvogt Samuel (1568–1618) zurückging, erlosch 1753. Die jüngere Linie, die von Landvogt Hans Rudolf (1582–1646) abstammte und der Zunft zu Webern angehörte, starb 1818 aus. Die mittlere Linie blüht noch. Nachdem bereits der Stammvater Urs 1588 in den Grossen Rat der Stadt Bern gewählt worden war, gelangten bis zum Ende des Ancien Régime zahlreiche Familienangehörige über Schreiberämter, Solddienste und über Universitätsstudien ins Regiment. Mehrere Angehörige der Familie waren als Tuchscherer, Gerber und Chirurgen tätig. Zeitweise waren Familienangehörige im Besitz von Gütern in Arnex, Englisberg, Heimenhausen, Mezery, Romainmôtier, Sulgenegg, der Campagne Bellevue (und der Lerbermatt), dem Gut Lerow am Thunersee, dem Gut Montmirail und dem Schloss Oberhofen.

## Personen
- Urs Lerber († 1621), Standesläufer, Spitalmeister am Oberen Spital, Landvogt zu Interlaken, Zollherr
- Daniel Lerber (1569–1648), Gerber, Rathausammann, Landvogt zu Trachselwald, Landvogt zu Lenzburg, Bauherr, Deutschseckelmeister
- David Lerber (1628–1708), Inselchirurgus, Landvogt zu Landshut, Inselmeister, Gutsherr auf Campagne Bellevue
- Franz Ludwig Lerber (1648–1720), Deutschseckelschreiber, Landvogt zu Aarwangen, Salzdirektor, Venner
- David Lerber (1654–1737), Chirurgus, Kaufhausverwalter, Landvogt zu Landshut, Mitglied des Kleinen Rats, Bauherr
- Johann Rudolf Lerber (1716–1791), Mitglied des Grossen Rats, Stadtschreiber 1760–1771, Landvogt von Yverdon 1771, Amtsstatthalter von Echallens 1780, Mitherr zu Mezery
- Ludwig Sigmund Lerber (1723–1783), Rechtsprofessor, Lyriker, Landvogt zu Trachselwald
- Karl Anton von Lerber (von Arnex) (1784–1837), Handelsmann, Mitglied des Grossen Rats, Landammann, Mitglied des Kleinen Rats, Regierungsrat, Gründer der Berner Kantonalbank und der Hypothekarkasse, Mitbegründer und erster Präsident der Schweizerischen Mobiliar
- Beat Rudolf von Lerber (1788–1849), Jurist, Mitbegründer der Evangelischen Gesellschaft
- Franz Friedrich von Lerber (1782–1837), Offizier in fremden Diensten, Regierungsstatthalter in Interlaken
- Theodor von Lerber (1823–1901), Gründer der Lerberschule in Bern, heute Freies Gymnasium Bern
- Helene von Lerber (1896–1963), Schweizer Schriftstellerin
- Joel von Lerber (* 1991), Harfenist

## Archive
- Familienarchiv von Lerber im Katalog der Burgerbibliothek Bern
- Généalogie de Lerber et Glayre im Katalog der Archives cantonales vaudoises.